# Astronesthes martensii
Astronesthes martensii – gatunek morskiej ryby głębinowej z rodziny wężorowatych (Stomiidae). Występuje w Oceanie Indyjskim i zachodnim Oceanie Spokojnym – od Morza Czerwonego i wschodnich wybrzeży Afryki po Indonezję. Osiąga do 14 cm długości.